# Семёновская (село, городской округ Шатура)
Семёновская — село в Шатурском муниципальном районе Московской области. Входит в состав городского поселения Мишеронский. Население — 75 чел. (2010).

## Название
В письменных источниках деревня упоминается как Семёновская.
Название связано с личным именем Семён или фамилией на его основе.

## География
Деревня Семёновская расположена в северной части Шатурского района, расстояние до МКАД порядка 142 км. Высота над уровнем моря 115 м.

## История
Впервые упоминается в писцовой Владимирской книге В. Кропоткина 1637—1648 гг. как деревня Семёновская Кривандинской волости Владимирского уезда. Деревня принадлежала Никите Васильевичу Кафтыреву.
После отмены крепостного права деревня вошла в состав Селищенской волости Покровского уезда Владимирской губернии.
После Октябрьской революции 1917 года был образован Семёновский сельсовет. В 1921 году сельсовет находился в составе Лемешневской волости Орехово-Зуевского уезда Московской губернии. В 1923 году Лемешневская волость была переименована в Ленинскую. В 1926 году в сельсовет входила только одна деревня Семёновская.
В ходе реформы административно-территориального деления СССР в 1929 году Семёновский сельсовет вошёл в состав Шатурского района Орехово-Зуевского округа Московской области. Вместе с тем сельсовет был переименован в Семёново-Ленинский.
В 1936 году Семёново-Ленинский сельсовет был ликвидирован, а деревня Семёновская была передана Гармонихинскому сельсовету. C 1954 года деревня входила во Власовский сельсовет, а в 1977 году вошла в состав Бордуковского сельсовета.
Постановлением Губернатора Московской области от 25 декабря 2018 года № 672-ПГ категория населённого пункта изменена с «деревня» на «село».

## Население
| 1857 | 1895 | 1905 | 1926 | 1931  | 1970 |
| ---- | ---- | ---- | ---- | ----- | ---- |
| 225  | ↗405 | ↗455 | ↗680 | ↗1029 | ↘53  |
| 1993 | 2002 | 2006 | 2010 |       |      |
| ↘9   | ↘5   | ↗62  | ↗75  |       |      |